# Odprawa graniczna
Odprawa graniczna – czynności kontrolne przeprowadzane na przejściach granicznych w celu zapewnienia, aby można było zezwolić na wjazd osób, w tym ich środków transportu oraz przedmiotów będących w ich posiadaniu, na terytorium państwa lub aby można było zezwolić na opuszczenie przez nie tego terytorium.